# Ламберт, Чарльз, 1-й граф Каван
Чарльз Ламбарт, 1-й граф Каван (англ. Charles Lambart, 1st Earl of Cavan; ок. март 1600 — 25 июня 1660) — англо-ирландский военный-роялист и пэр.

## Биография
Родился в марте 1600 года в Ирландии. Сын Оливера Ламберта, 1-го барона Ламберта (? — 1618), и Эстер Флитвуд (? — 1639), дочери сэра Уильяма Флитвуда и Джейн Клифтон.
Чарльз Ламберт заседал в Палате общин Англии от Боссини в Корнуолле (1626, 1628—1629).
10 июня 1618 года после смерти своего отца Чарльз Ламберт унаследовал титул 2-го барона Ламбарта в графстве Каван (Пэрство Ирландии), став членом Палаты лордов Ирландии.
Сенешаль Кавана и Келлса в 1627 году, член Тайного совета Ирландии.
После Ирландского восстания 1641 года Чарльз Ламберт собрал полк из 1000 пеших гвардейцев против римско-католических повстанцев. Впоследствии он был командующим войсками, охранявшими Дублин от имени Карла I в 1642 году.
15 апреля 1647 года Ламбарту был присвоен титулы графа Кавана в графстве Каван (Пэрство Ирландии) и виконта Килкурси в графстве Кингс (Пэрство Ирландии) в знак признания его лояльности делу роялистов.

## Личная жизнь

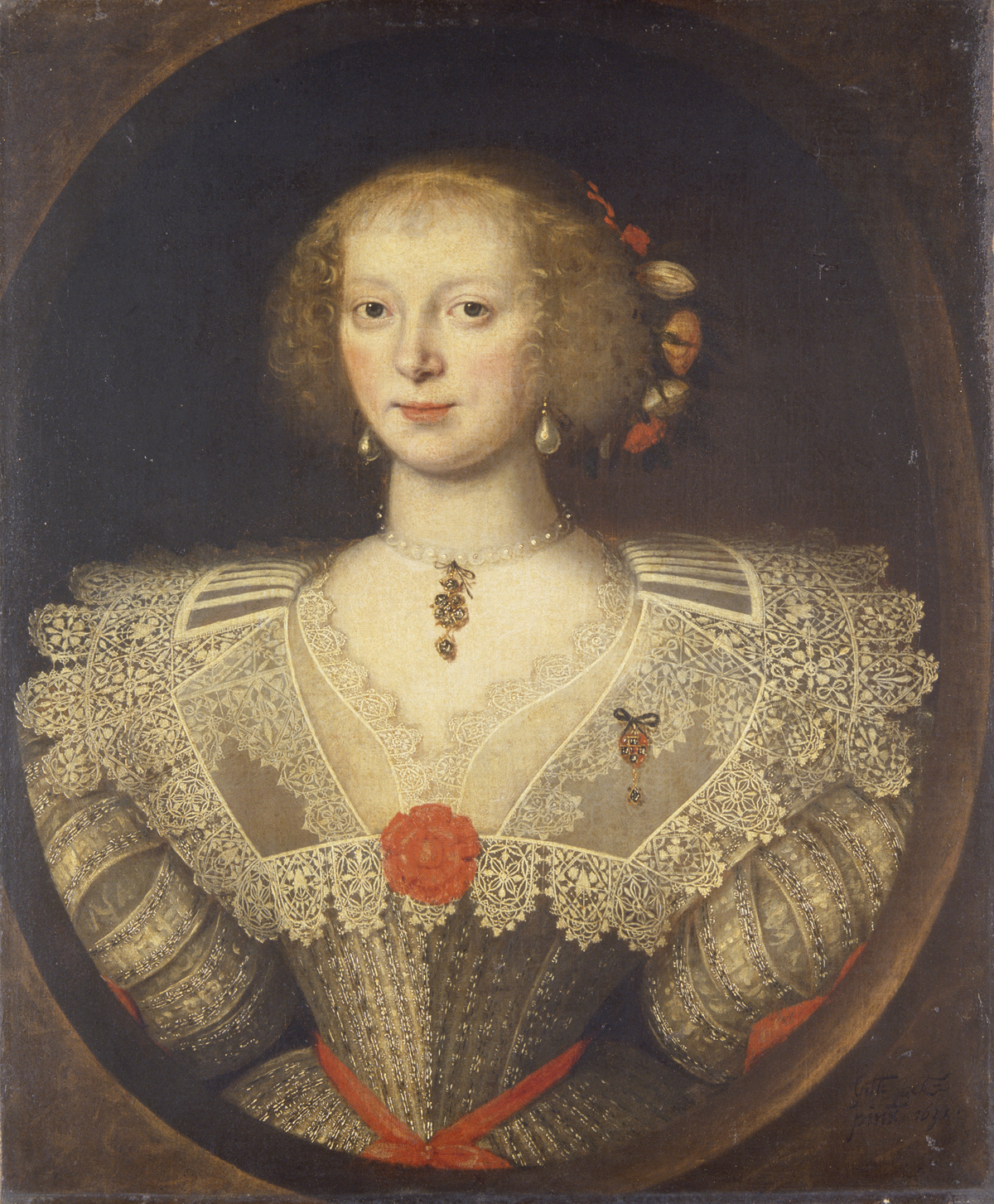
Достопочтенная Джей Робартес (1598—1655), жена 1-го графа Кавана.

В 1625 году Чарльз Ламберт женился на достопочтенной Джейн Робартес (21 декабря 1598—1655), дочери Ричарда Робартеса, 1-го барона Робартеса (1580—1634), и его жены Фрэнсис Хендер, сестре Джона Робартеса, 1-го графа Рэднора (1606—1685). У супругов было четверо детей:
- Ричард Ламберт, 2-й граф Каван (1628—1690), старший сын и преемник отца.
- Достопочтенный Оливер Ламберт (? — 13 декабря 1700), 1-я жена с 1662 года Кэтрин Бриджес, дочь Джона Бриджеса; 2-я жена с 1671 года Элеонора Крейн; 3-я жена с 1681 года Дороти Уитфилд; 4-я жена — Энн Тайг, дочь Ричарда Тайга.
- Леди Роуз Ламберт, 1-й муж — Эдвард Брабазон; 2-й муж — майор достопочтенный Джон Таафф
- Леди Эстер Ламберт (? — 1740), 1-й муж — сэр Эдвард Герберт, 2-й баронет;, 2-й муж — подполковник Саймон Френч.

Его преемник Ричард Ламберт был безумен большую часть своей взрослой жизни. Некоторые косвенно обвиняли его отца в психическом состоянии Ричарда, отдавая предпочтение его младшему сыну Оливеру до такой степени, что он лишил Ричарда большей части своего наследства, в результате чего тот впал в «глубокую меланхолию».
Лорд Каван скончался 25 июня 1660 года. Он был похоронен 4 июля 1660 года в соборе Святого Павла, Дублин, графство Дублин, Ирландия.